# Ayn al-Tineh, Tỉnh Tartus
Ayn al-Tineh (tiếng Ả Rập: عين التينة) là một ngôi làng Syria ở quận Safita thuộc tỉnh Tartus. Theo Cục Thống kê Trung ương Syria (CBS), Ayn al-Tineh có dân số 818 người trong cuộc điều tra dân số năm 2004.